# Nagoć goździeńcowata

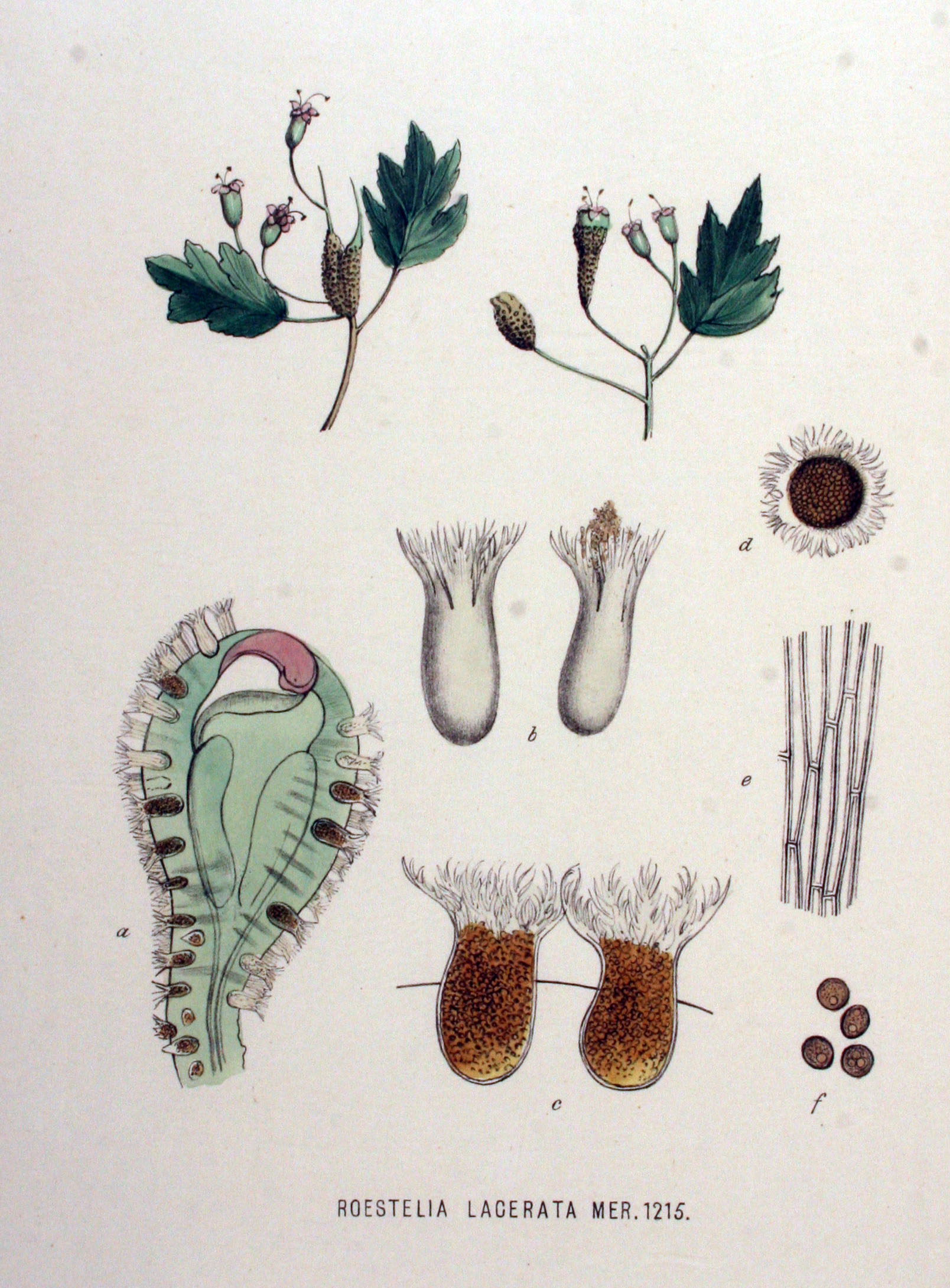
Morfologia i cykl życiowy

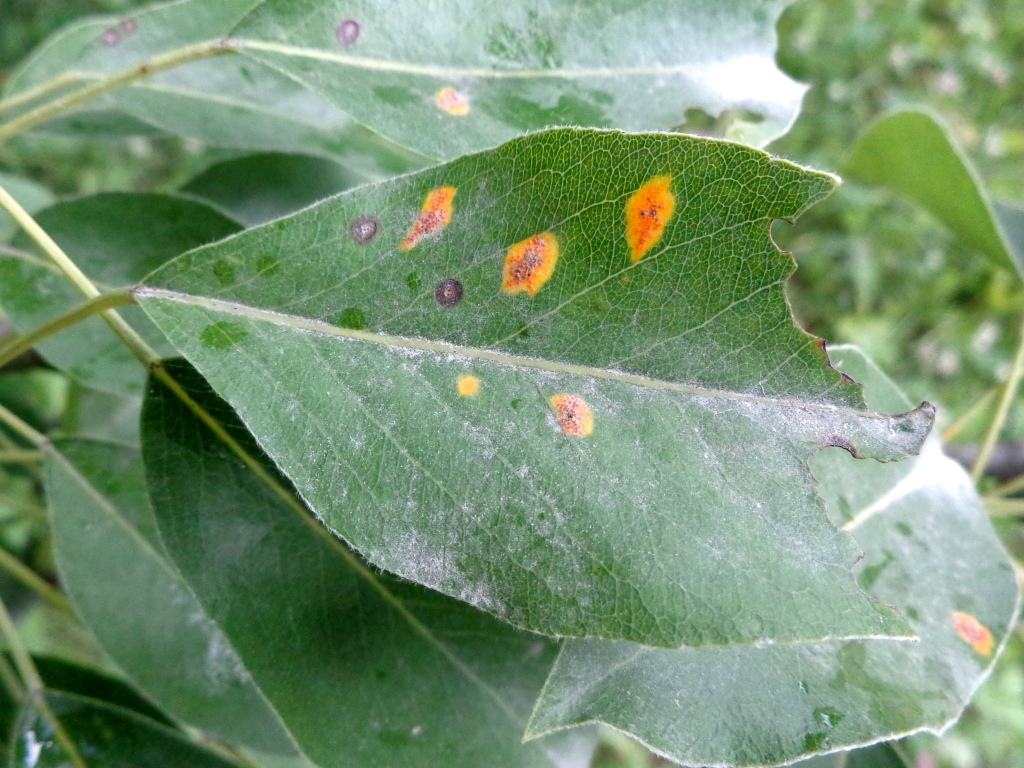
Ecja na liściu gruszy domowej

Nagoć goździeńcowata (Gymnosporangium clavariiforme (Wulfen) DC.) – gatunek grzybów z rzędu rdzowców (Pucciniales).

## Systematyka i nazewnictwo
Pozycja w klasyfikacji według Index Fungorum: Gymnosporangium, Pucciniaceae, Pucciniales, Incertae sedis, Pucciniomycetes, Pucciniomycotina, Basidiomycota, Fungi.
Po raz pierwszy zdiagnozował go w 1791 r. Franz Xaver von Wulfen, nadając mu nazwę Tremella clavariformis. Obecną, uznaną przez Index Fungorum nazwę nadał mu Augustin Pyramus de Candolle w 1805 r.
Synonimów ma około 20.

## Morfologia i cykl życiowy
Jest rdzą niepełnocykliczną (nie wytwarza urediniospor) i pasożytem dwudomowym, czyli jego cykl życiowy odbywa się na dwóch żywicielach. Spermogonia i ecja (stadia haploidalne) rozwijają się na niektórych gatunkach roślin z rodziny różowatych, stadia telialne (dikariotyczne) na jałowcu pospolitym.
Najczęściej obserwowany jest na wiosnę na jałowcach. Na ich gałązkach wytwarza wrzecionowate i szydłowato zakończone telia o długości do 2 cm. Podczas wilgotnej pogody mają one barwę od żółtej przez pomarańczową do pomarańczowoczerwonej, konsystencję galaretowatą i swoim wyglądem i konsystencją bardzo przypominają owocnik pięknoroga szydłowatego. Podczas suchej pogody zmieniają barwę na brunatną i wskutek utraty wody kurczą się oraz stają się kruche i trudne do zauważenia. Występują pojedynczo lub w grupach. Dwukomórkowe teliospory mają rozmiar 13–20 × 50–86 μm (w niektórych źródłach 10–22 × 40–120 μm). Każda komórka ma dwa pory rostkowe w pobliżu przegrody{.
Raz zainfekowany przez Gymnosporangium clavariforme jałowiec ulega trwałemu porażeniu. Jego objawami są nie tylko jaskrawopomarańczowe telia (przy wilgotnej pogodzie), ale także gorszy wzrost, a czasami nawet staśmienie pędów.
Teliospory kiełkują od razu, bez okresu spoczynku. Powstające z nich bazydiospory infekują niektóre gatunki roślin różowatych. W miejscu rozwoju grzybni na liściach (czasami także na owocach) tworzą się nabrzmienia i żółte plamy. W ich obrębie rozwijają się niewielkie spermogonia i pomarańczowe, cylindryczne ecja o średnicy 2–3 mm. Mają gęsto brodawkowane i na końcu postrzępione ścianki. Jesienią przenoszone przez wiatr ecjospory infekują jałowce.

## Występowanie
W Ameryce Północnej i Europie jest szeroko rozprzestrzeniony. Podano jego występowanie także w Algierii, Turcji, Iraku, Indiach i Nowej Zelandii.
Spermogonia i ecja rozwijają się na następujących gatunkach roślin: Amelanchier ovalis, Aronia x prunifolia, Cotoneaster nummullarius, Crataegus azarolus, Crataegus laevigata, Crataegus macrocarpa, Crataegus microphylla, Crataegus monogyna, Crataegus nigra, Crataegus orientalis, Crataegus pentagya, Crataegus sanguinea, Crataegus x sorbifolia, Cydonia oblonga, Malus domestica, Malus sylvestris, Mespilus germanica, Pyrus communis, Pyrus syriaca, Sorbus aria, Sorbus arranensis, Sorbus aucuparia, Sorbus latifolia, Sorbus meinichii, Sorbus neglecta, Sorbus torminalis. W Polsce ecja obserwowano tylko na głogach i gruszy domowej.
Telia wyłącznie na jałowcu pospolitym (Juniperus communis).

## Gatunki podobne
W Polsce występuje 5 gatunków nagoci Gymnosporangium. Na liściach gruszy znacznie częściej niż G. clavariiforme występuje nagoć sawinowa (G. sabinae) powodująca rdzę gruszy. Jej żywicielem telialnym jest jałowiec sabiński. Na liściach jarzębiny występuje nagoć rożkowata (G. cornutum) i nagoć trzęsakowata (G. tremelloides), a na liściach głogu G. confusum.